# Heteroleuca pullata
Heteroleuca pullata là một loài bướm đêm trong họ Geometridae.